# Джордж Френсіс
Джордж Френсіс (англ. George Francis; 6 червня 1896 — 27 грудня 2008) — американський довгожитель, вік якого підтверджено Групою геронтологічних досліджень (GRG), Книгою рекордів Гіннеса та Групою LongeviQuest (LQ). З 8 лютого 2007 року по 27 грудня 2008 року він був разом з Генрі Аллінгемом 2-ма найстарішими живими чоловіками на Землі, після Танабе Томодзі. Також на момент смерті він був найстарішим живим чоловіком в США та входив до 20 найстаріших чоловіків у світі, чий вік був підтверджений. Помер у віці 112 років 204 дні.

## Біографія
Джордж Френсіс народився в Луїзіана, США, 6 червня 1896 року. У віці 3-х років, помер його батько.
Френсіс покинув школу після 6 класу, в юності став боксером, а пізніше працював шофером, автомеханіком та перукарем. У 1949 році переїхав до Сакраменто, Каліфорнія, США.
Він одружився з Джозефіною Джонсон Френсіс, у пари було 4 дітей. У 1964 році його дружина померла від раку, у віці 63 років.
Як повідомлялося Джордж Френсіс курив до 75 років. У віці приблизно 90 років, він міг сісти на шпагат.
6 червня 2006 року відсвяткував 110-річчя, на його дню народженню було близько 300 його найближчих родичів.
Джордж Френсіс помер в Каліфорнії, США, 27 грудня 2008 року у віці 112 років і 204 дні від серцевої недостатності. На момент смерті у нього було 18 внуків, 33 правнуки та 16 праправнуків. Після його смерті Генрі Аллінгем, з яким Френсіс народився в один день, став єдиним другим найстарішим живим чоловіком на Землі, а найстарішим живим чоловіком в США став Волтер Брюнінґ.